# Église Saint-Hilarion de Duravel
L'église Saint-Hilarion de Duravel est une église catholique située à Duravel, dans le département du Lot, en France.

## Historique
Duravel est connue depuis l'Antiquité, d'abord sous le nom de Diolindum. La ville est alors citée sur la carte de Peutinger sur la voie reliant Agen à Périgueux, à mi-chemin de Divonna (Cahors) et Excisum (Eysses, au nord de Villeneuve-sur-Lot). En bas latin, son nom va évoluer en Duravallis.
Le Quercy a été christianisé par un disciple de saint Hilaire au milieu du IVe siècle. Un oratoire est construit, dédié à saint Étienne comme la cathédrale de Cahors. Une église existait depuis le Ve ou VIe siècle. La crypte de l'église devait déjà exister. 
L'église est dévastée à la suite des passages des Barbares. Le patronage de saint Didier, évêque de Cahors, permit la reconstruction de l'église au VIIe siècle.
Au siècle suivant, la féodalité va réorganiser l'administration du pays. La basse vallée du Lot passa alors sous la domination des comtes de Fumel et de Gourdon. Un des parents, sire de Pestillac, créa une seigneurie autour de Duravel.
En 1055, Gausbert et Seguin de Pestillac firent don de Duravel et de ses dépendances à l'abbaye de Moissac. Gausbert s'y fit moine. L'abbaye de Moissac venait juste de devenir une abbaye dépendant de l'abbaye de Cluny.
Durand II de Bredon (1048-1071), abbé de Moissac et évêque de Toulouse s'est intéressé à cette nouvelle filiale de Moissac et a réhabilité le prieuré conventuel de Duravel. Le prieuré a alors été destiné à recevoir des moines malades ou convalescents qui souffraient du paludisme car Moissac était située à proximité de marécages.
Après la reconstruction de l'église, elle a reçu les reliques de trois saints anachorètes, Hilarion, Poémon et Agathon. Ces reliques auraient été données à l'abbaye de Moissac par Charlemagne. L'église est alors dédiée à saint Hilarion. Les bâtiments conventuels sont édifiés à proximité.
La ville s'est alors développée autour du prieuré puis a été ceinturée de remparts. À côté du clocher de l'église a été construit un donjon avec une salle d'armes. Il a été démoli entre 1884 et 1900.
La ville a résisté victorieusement au siège entrepris par les Anglais en 1369. Puis les capitaines anglais John Chandos et Robert Knolles l'investirent pendant un mois avant de la quitter pour entreprendre le siège de Domme.
En 1455, Charles VII accorda la protection aux habitants de Duravel et les armoiries royales. Duravel devient une bonne ville et le siège d'une viguerie. Trois juridictions existaient alors à Duravel, celle du roi, celle du seigneur du lieu et celle de l'abbé.
Le XVIe siècle est un temps de troubles. Des protestants, des Croquants ou Tard-Venus assiégèrent la ville en 1596, s'en emparèrent et la mirent à sac. Une partie de l'église s'est effondrée, nef et absidiole nord, ainsi que des bâtiments du prieur. L'arrivée d'une armée catholique évita de violer le tombeau où se trouvaient les « Corps Saints ». Pour célébrer cette délivrance, une nouvelle cloche est fondue portant l'inscription : « La présente cloche a été faite à l'onour de Dieu et de saint Hylaryon par Lafargue, mostier de Duravel en l'an mil cind cens quatre vings et seixe. Te Deum laudamus ». La façade principale est remontée simplement ainsi que la voûte de la nef.
En 1626 le prieuré est sécularisé en même temps que l'abbaye de Moissac.
L'intérieur de l'église est enduit et décoré de peintures en 1837-1843 par un peintre nommé Paul Pizzi. Les peintures sont refaites en 1884 par Cyprien Calmon qui a aussi repeint le chœur de la cathédrale de Cahors.
La porte latérale sud, romane, donnait accès au cloître et aux autres bâtiments du prieuré. Ils sont devenus ensuite la maison des consuls, puis la mairie. L'établissement de la nouvelle route nationale à travers la ville, en 1860, a entraîné leur démolition.
Des travaux de restauration sont entrepris à partir de 1900.
La crypte a été classée au titre des monuments historiques le 3 septembre 1912. Le reste de l'église a été inscrit au titre des monuments historiques le 9 février 1927. 

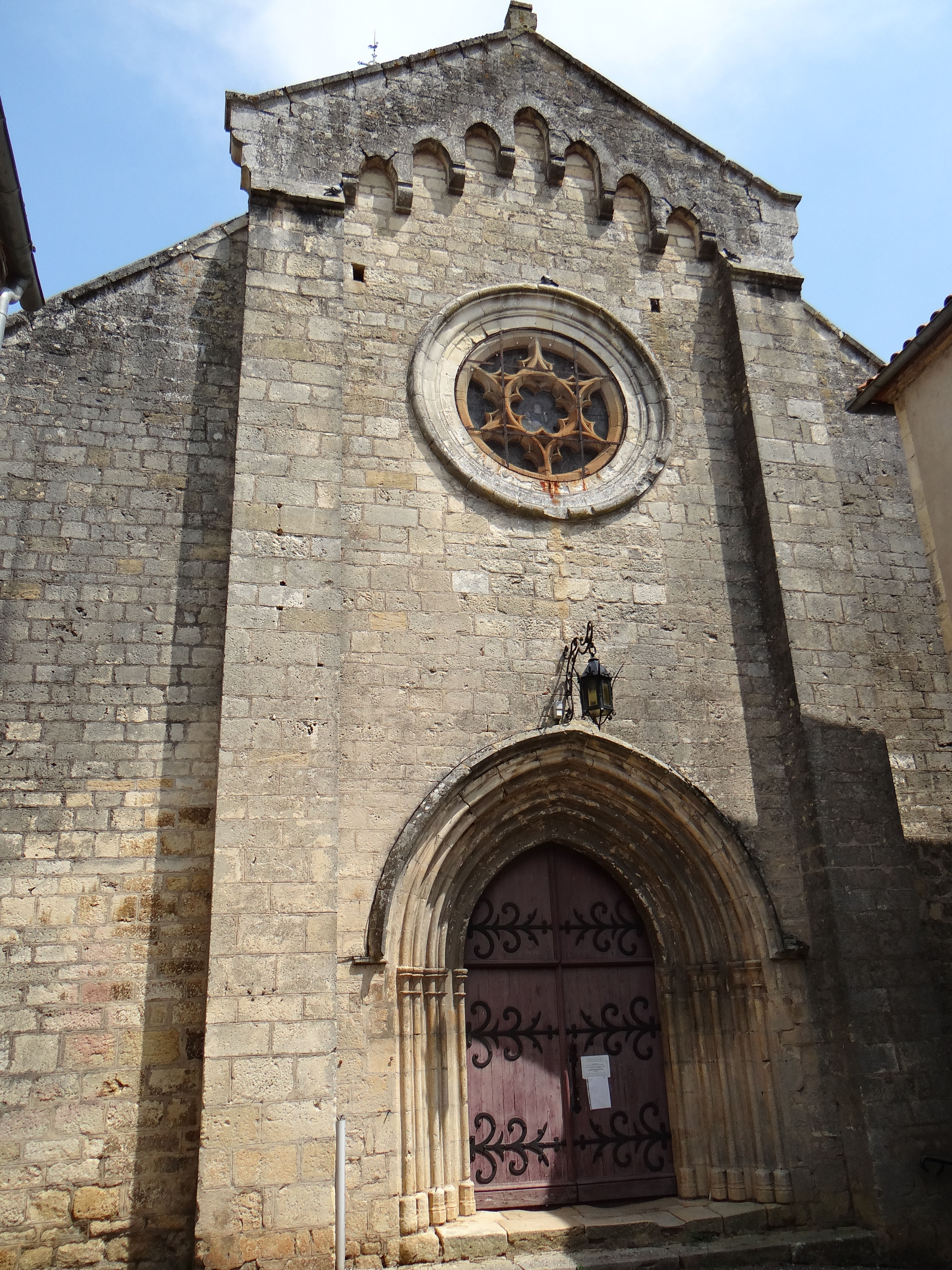
Façade occidentale refaite après les destructions de 1596
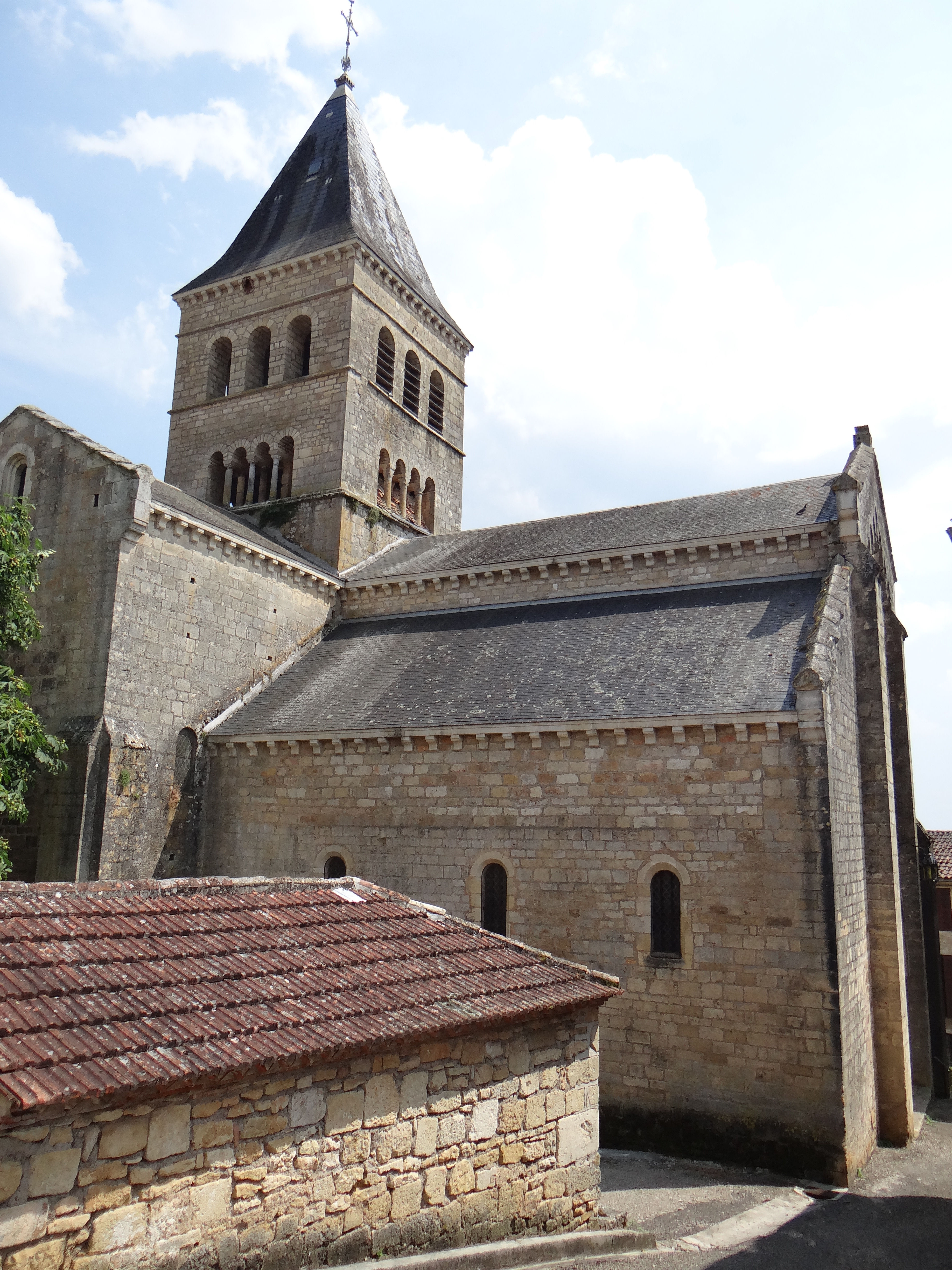
La nef et le clocher vus de l'extérieur.
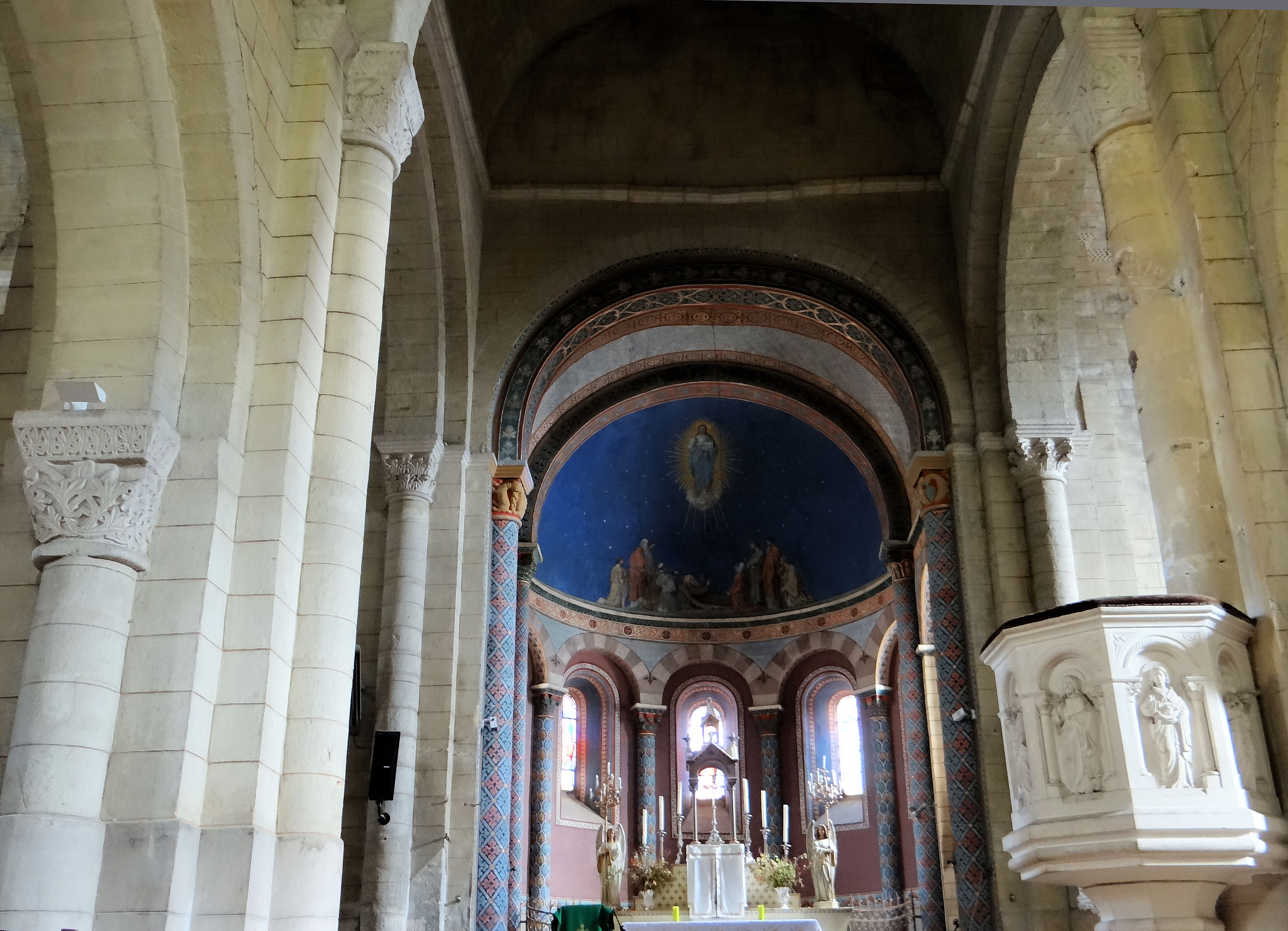
La nef et l'abside.
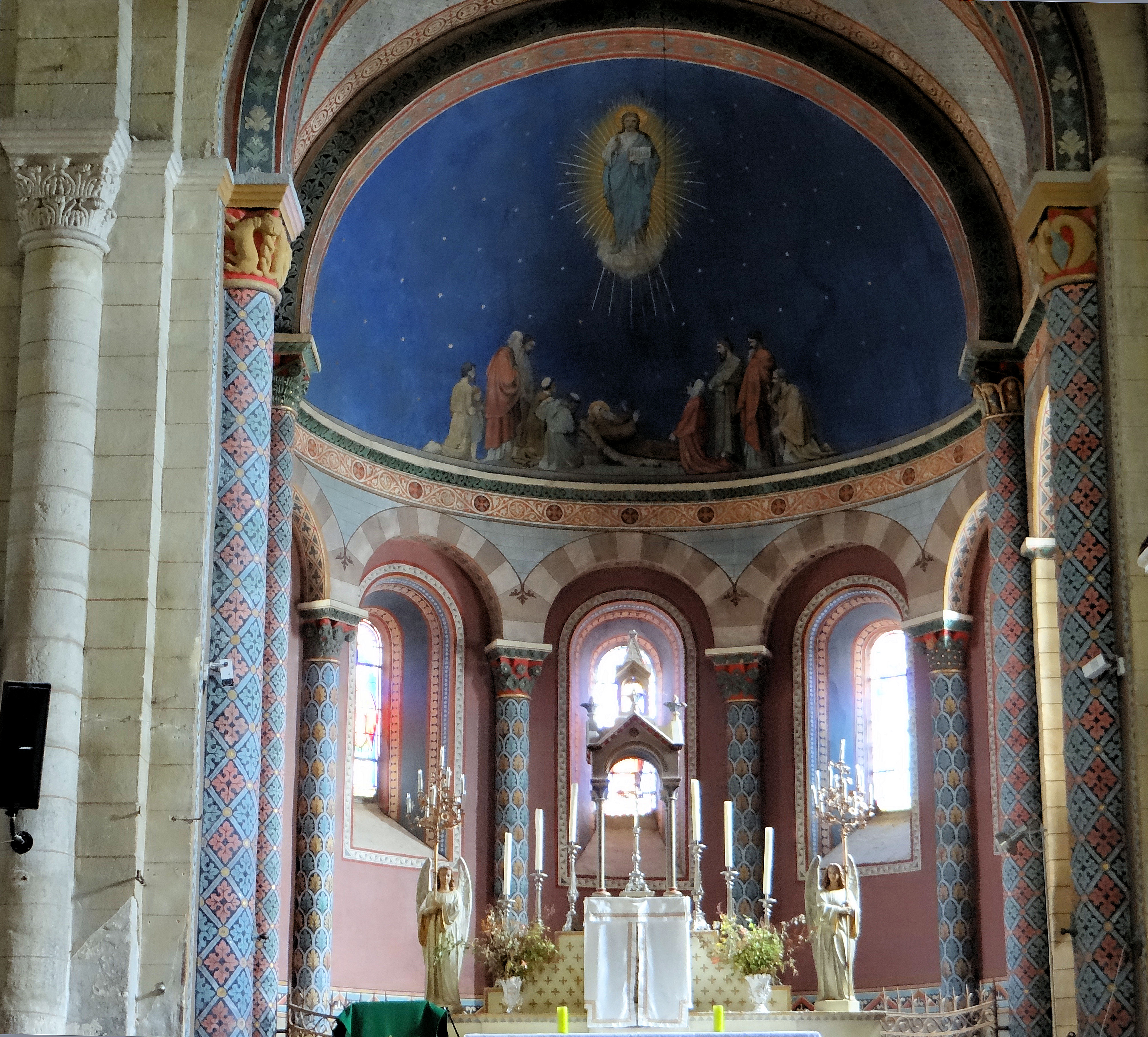
L'abside.
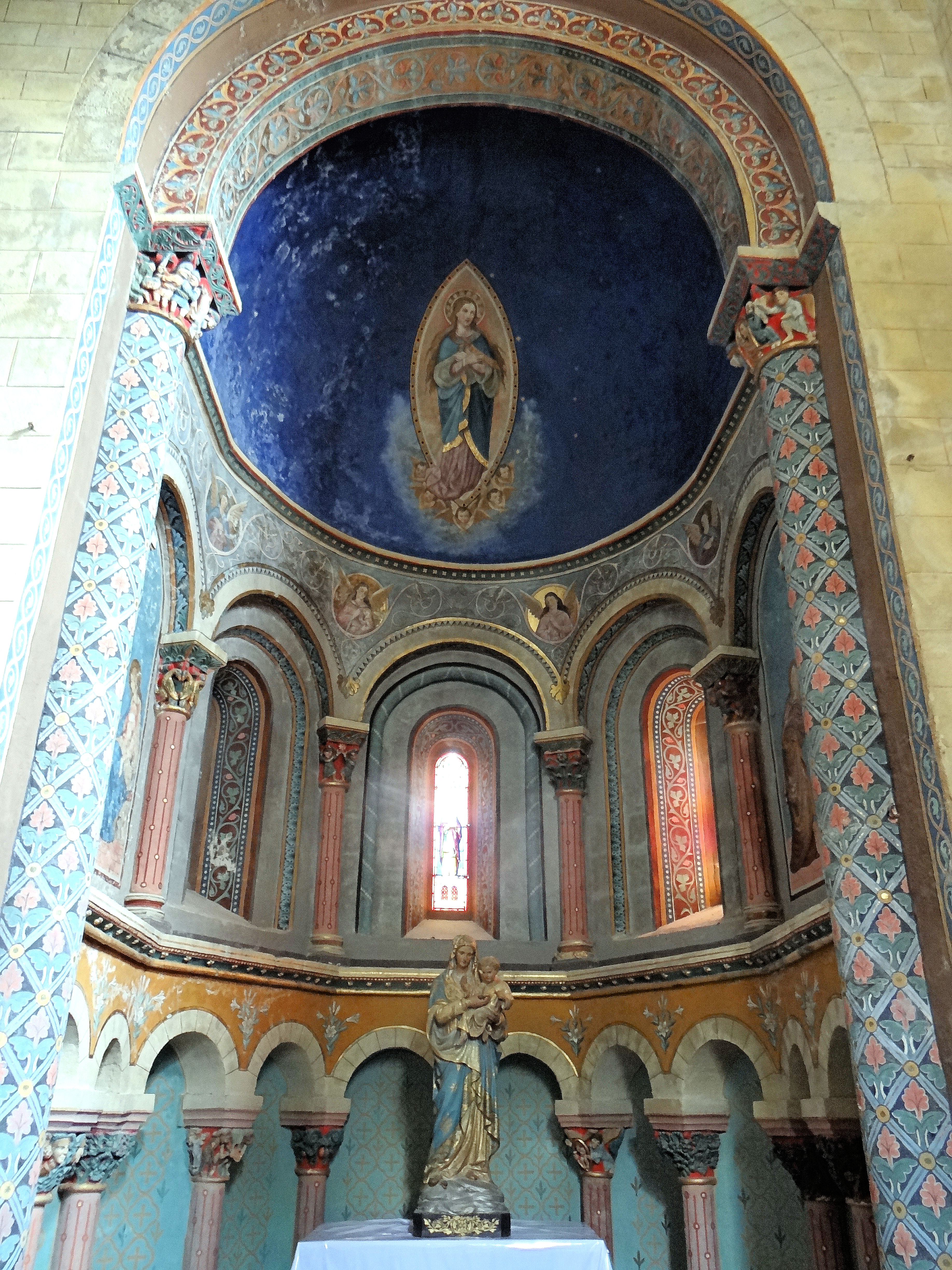
L'absidiole sud romane.

## Description

### La crypte
La crypte est placée sous la croisée du transept, ce qui est peu habituel. C'est une crypte-halle comprenant trois vaisseaux de largeurs pratiquement identiques et de trois travées. La niche au fond de la crypte, l'arcosolium recevait les « Corps Saints ». À l'origine, deux escaliers latéraux permettaient de descendre dans la crypte à partir des collatéraux. Ces escaliers ont dû être bouchés quant a été ouvert l'escalier dans l'axe de la crypte partant du vaisseau central.
Des anomalies témoignent des aménagements successifs de la crypte. 
Les chapiteaux, les bases et les colonnes du pourtour semblent plus anciens que les quatre colonnes centrales. Ils pourraient appartenir à l'église du IXe – Xe siècles. Certains de ces chapiteaux réutilisent des motifs carolingiens. La plupart des corbeilles ne sont sculptées que sur deux faces sur trois et ont été orientées de façon que la face dégrossie soit peu visible depuis l'entrée de la crypte. Sur un des chapiteaux on peut lire « BERNARDUS » et sur une autre face on ne peut lire qu'une partie du texte « .A.VR(?)CE.. ». Des auteurs ont lu « CADVRCENSIS » en le rattachant à l'évêque de Cahors Bernard IV de Castelnau de Gramat (1067-1074). Mais d'autres interprétations sont possibles, comme la signature du sculpteur. Les bases des colonnes sont des réemplois et s'adaptent mal aux colonnes.
Deux des chapiteaux du pourtour représentent des paons. Un de ces chapiteaux a été bûché dans sa partie inférieure. Pour l'autre chapiteau, sur la base de la colonne qui le supporte a été sculpté un serpent, symbole du Mal et du démon vaincu, sur le chapiteau, le paon symbolisait la résurrection ou l'âme immortelle, thèmes chers à l'art paléochrétien.
L'église a été remaniée au XIe siècle par les moines venus de Moissac. Le style des chapiteaux des quatre colonnes centrales avec des feuilles lisses correspond à un des modes de résurrection du chapiteau corinthien. Ils sont plus récents que les chapiteaux du pourtour. Des chapiteaux de même type apparaissent dans la seconde moitié du XIe siècle à Conques, Saint-Sernin de Toulouse et à Saint-Sever vers 1070. Ceux de Duravel pourraient remonter à la fin du XIe siècle ou plus vraisemblablement au début du XIIe siècle.

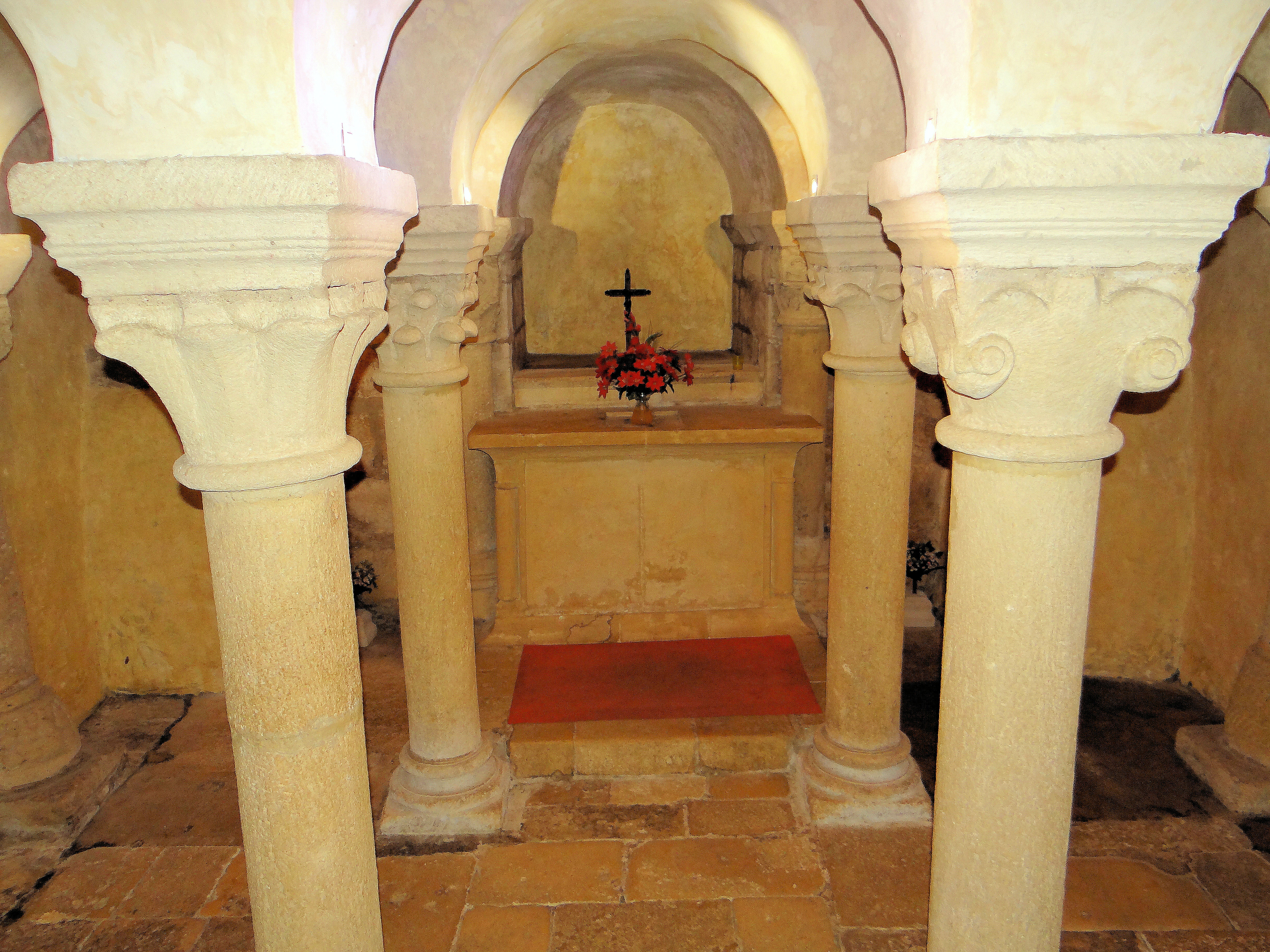
Vaisseau central de la crypte avec l'autel et la niche des « Corps Saints ».
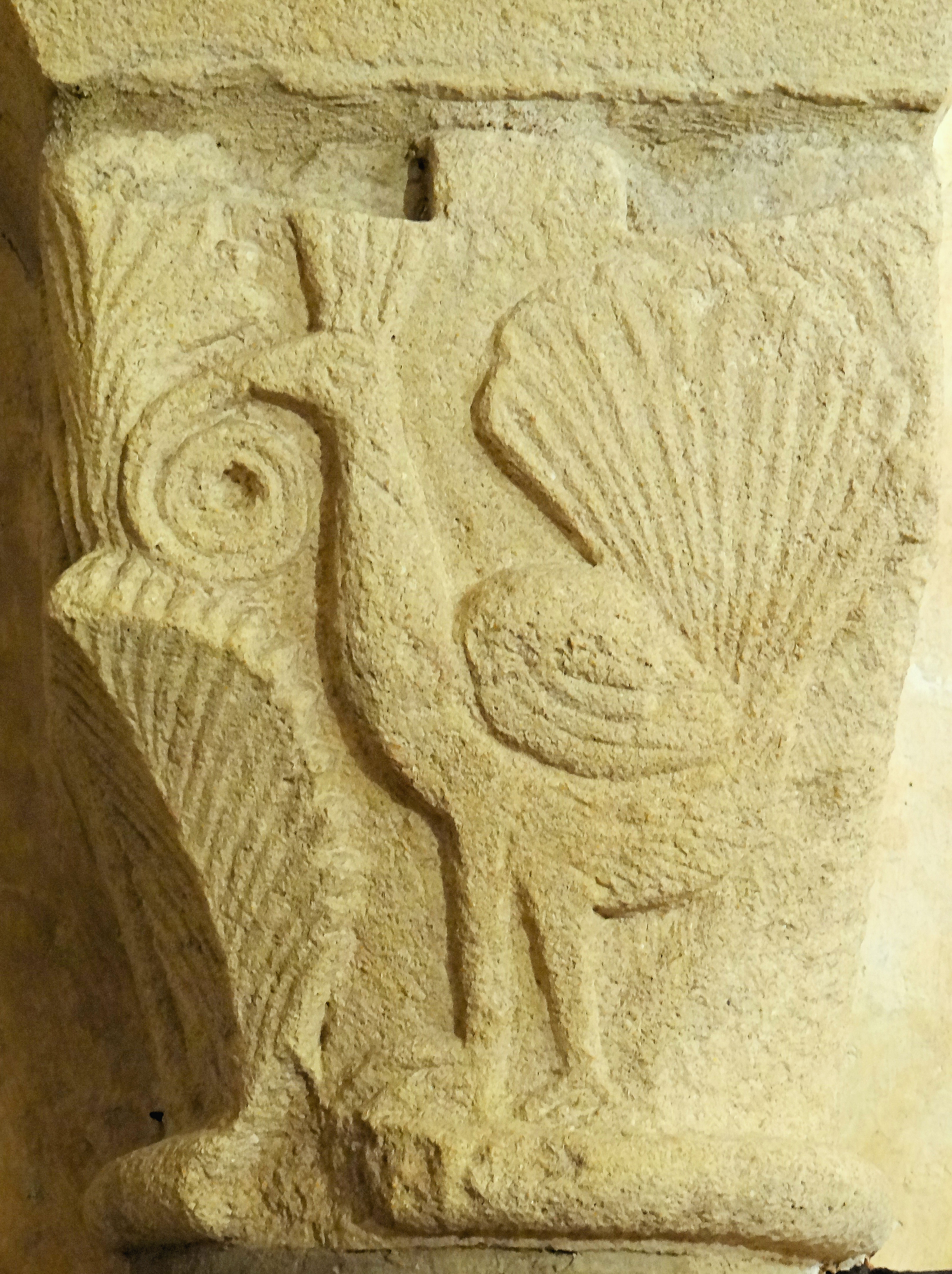
Crypte : chapiteau du paon.
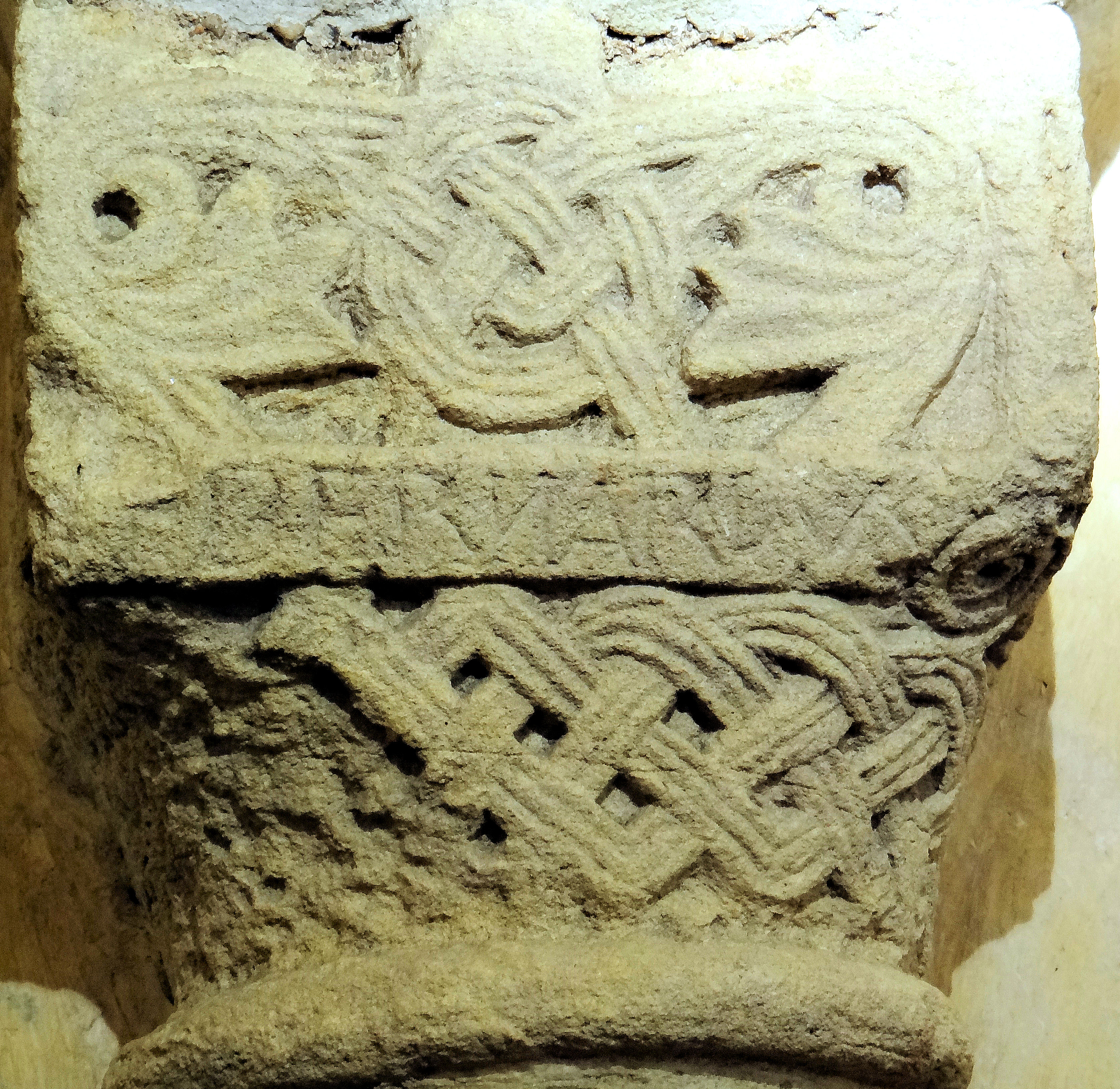
Crypte : chapiteau avec l'inscription « Bernardus ».
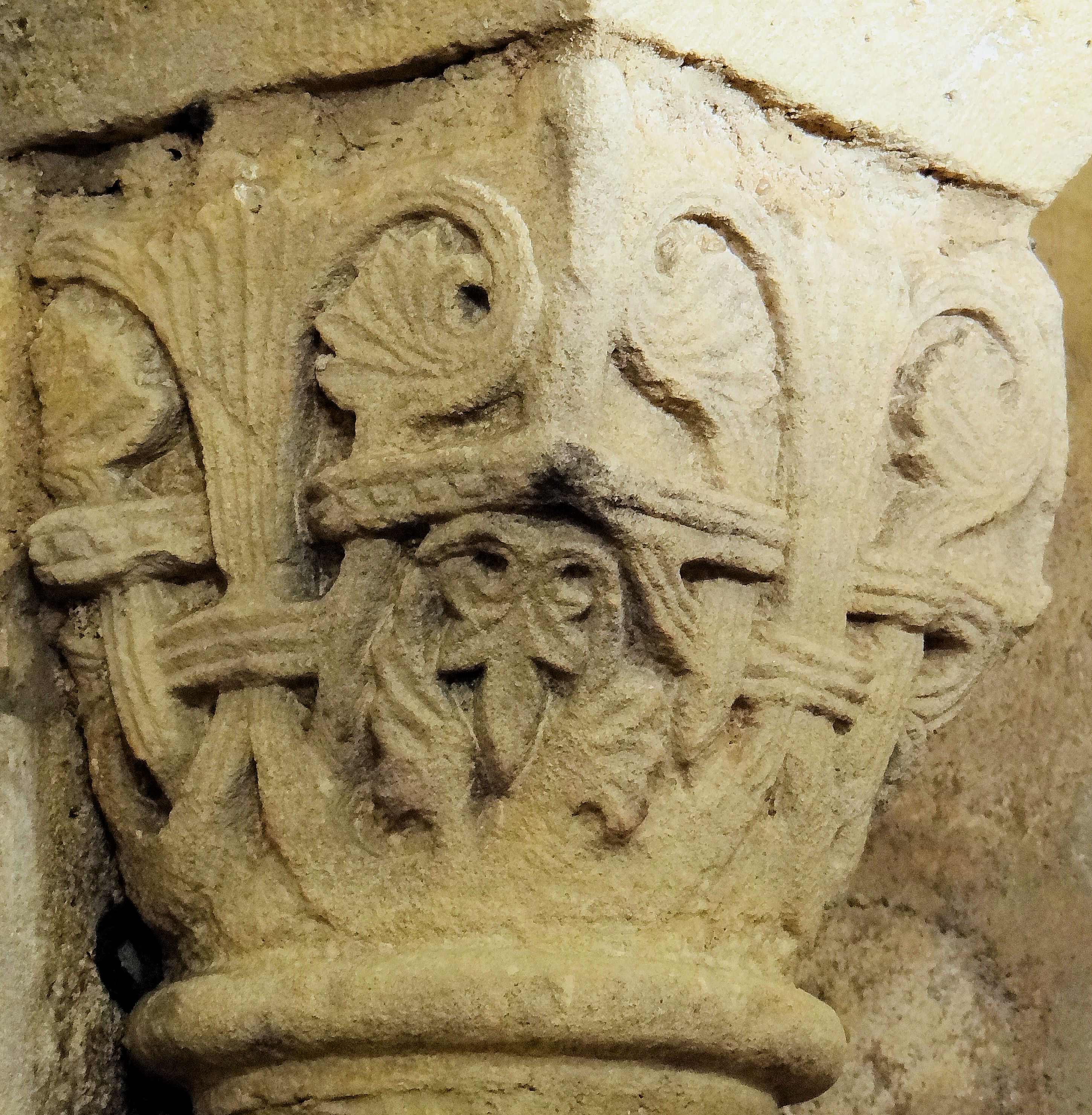
Crypte : chapiteau avec feuillages.
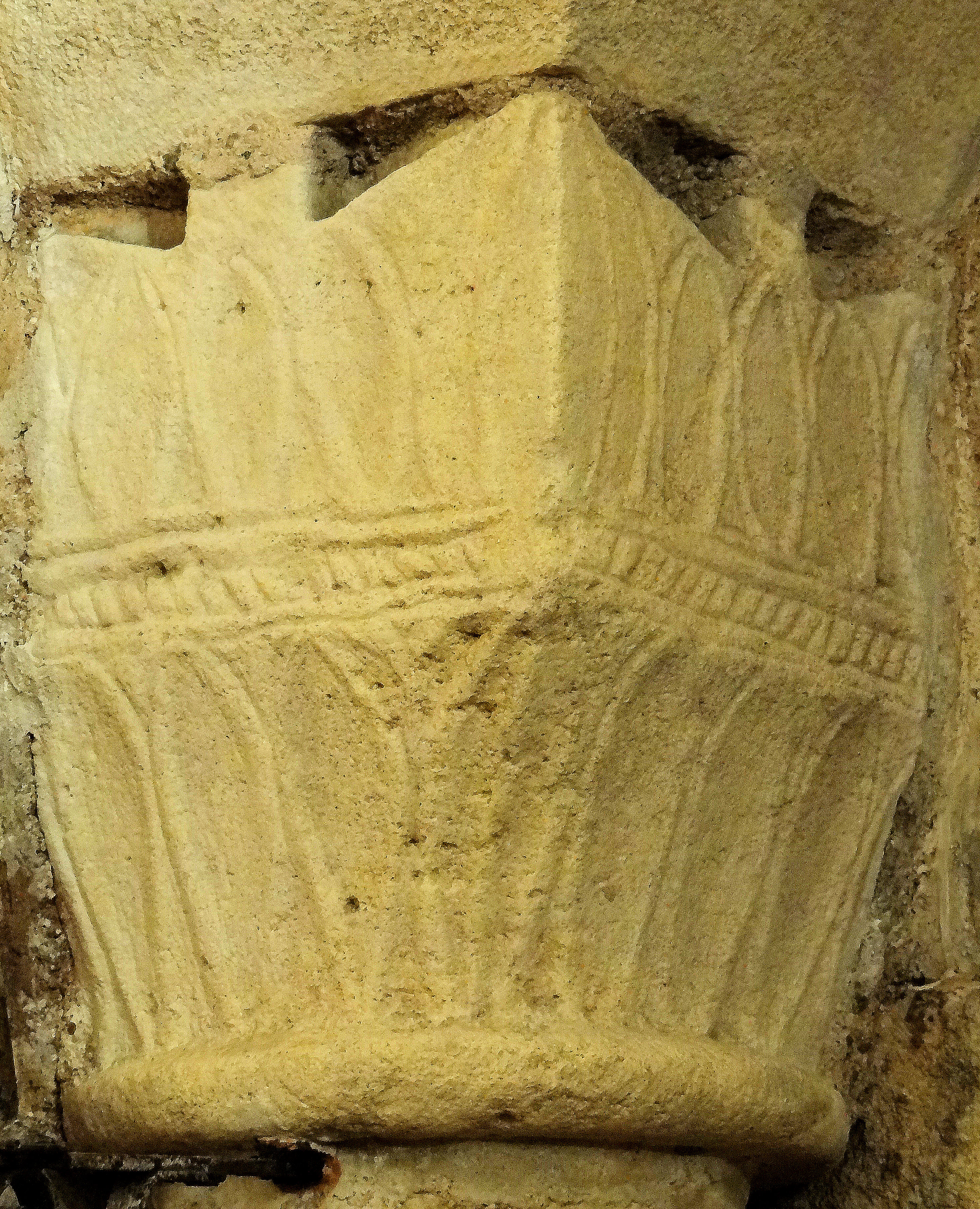
Crypte : chapiteau simple.
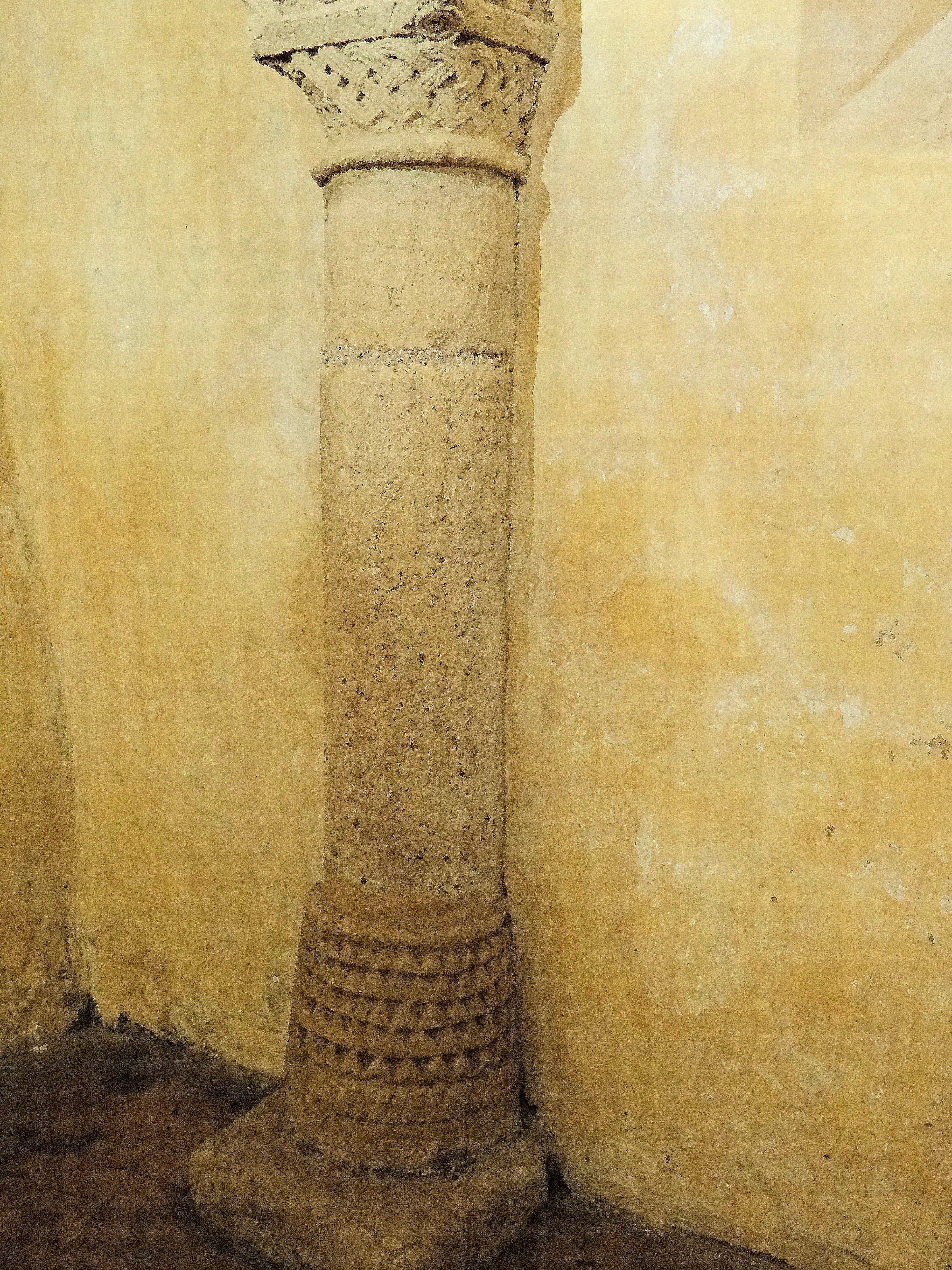
Crypte : une colonne du pourtour.

La position particulière de la crypte, placée sous la croisée du transept, au lieu du chœur, a conduit l'historien C. Rey à supposer que l'église initiale était de plan rectangulaire avec son chœur au-dessus de la crypte et sa nef à l'emplacement du vaisseau central de la nef actuelle.
Après 1055, l'abbé dom Durand de Bredon aurait fait don des reliques de saint Hilarion au prieuré de Duravel, pour le rendre plus illustre (redere nobiliorem) d'après Domonicy qui cite en 1611 une vieille charte qu'il aurait lue à Moissac. Cette charte ne citait pas les autres saints. L'église aurait alors changé de titulature car ce vocable apparaît dès la fin du XIe siècle. Une légende locale, citée par Guyon de Maleville, disait que les reliques auraient été trouvées dans le sol de la crypte. D'après Louis d'Alauzier, on pourrait supposer qu'à l'origine seules les reliques de saint Hilarion se trouvaient dans la niche de la crypte et que les reliques des saints Poémon et Agathon auraient été découvertes dans la crypte ou ramenées plus tardivement.
Le pèlerinage sur le tombeau des Corps Saints ayant pris de l'ampleur, il aurait été nécessaire d'agrandir l'église au XIIe siècle en créant un large transept débordant au droit de la crypte, un nouveau chœur et en élevant des collatéraux de part et d'autre du vaisseau central.
Les reliques des Corps Saints ont été retirées de la crypte pour être placées dans un sarcophage situé au fond de l'abside, derrière le maître-autel de l'église, lors de la consécration de l'église. Ses dimensions importantes montrent qu'il a été fait spécialement pour recevoir les Corps Saints et qu'il n'est pas celui qui se trouvait dans la crypte.
- Largeur de la crypte : 4,72 m
- Longueur totale de la crypte : 5,75 m
- Profondeur de la niche des « Corps Saints » : 1,02 m
- Hauteur de la crypte : 2,64 m
- Hauteur du chapiteau du paon : 0,41 m

### L'église
L'église a été construite suivant un plan en croix latine.
Le chœur se développe dans une abside profonde comprenant une travée voûtée, entre l'arc triomphal donnant sur le transept et la nef et l'arc-doubleau, et un chevet hémicylindrique voûté en cul-de-four.
Le clocher à trois niveaux d'ouverture (mais le premier est masqué par les toitures) séparés par un bandeau se trouve au-dessus de la croisée du transept. Il est supporté par des colonnes renforcées. Sur le deuxième niveau, côté nord, on peut voir des chapiteaux en réemploi dont la taille ne correspond pas à celle des colonnes, elles aussi en réemploi.
Des absidioles s'ouvrent sur les bras nord et sud du transept. L'absidiole nord a été reconstruite après 1596. Elle est rectangulaire avec une voûte de style gothique. L'absidiole sud est romane, extérieurement avec cinq pans, et sensiblement circulaire à l'intérieur voûtée en cul-de-four. Elle développe sur ses chapiteaux un cycle historié sur le Bien et le Mal avec le martyre de saint Pierre et saint Paul, des scènes démoniaques avec toutes les tentations que le chrétien doit combattre, le supplice de l'usurier, un ange triomphant du dragon, apparition du Christ assurant le Salut.
La nef à trois vaisseaux et deux travées est légèrement trapézoïdale. Elle est décorée de 38 chapiteaux romans montrant l'évolution de la statuaire de la fin du XIe siècle au XIIe siècle.
Aucun des chapiteaux de Duravel ne s'inspire de ceux du cloître de Moissac.
On peut voir dans la nef, à côté du portail latéral sud, un morceau de bas-relief en marbre gallo-romain mis au jour pendant les fouilles de 1884 au côté nord de l'église.
En 1991, des travaux de renforcement des contreforts sont entrepris. Le clocher est restauré en 1994. Les peintures murales ont été reprises entre 2000 et 2002. Les travaux de réfection des vitraux de l'absidiole nord sont réalisés en 2003, la couverture en ardoise en 2004 et, en 2005, la commune de Duravel fait restaurer le tableau de la Vocation des Apôtres.
- Largeur de la nef et des bas-côtés : 17 m
- Longueur de l'église : 32 m
- Longueur du transept : 23 m
- Hauteur de la voûte au bras nord du transept : 10,82 m